# Função divisor
Em matemática, especialmente na teoria dos números e na teoria analítica dos números, uma função divisor, mais apropriadamente chamada função soma dos divisores, é uma função aritmética que associa a cada número natural n a soma das k-ésimas potências de seus divisores inteiros positivos, onde k é um número complexo (na teoria dos números clássica o expoente é geralmente um número inteiro). Quando o expoente k é nulo, a função retorna a contagem de divisores positivos de n. Denotada pela letra grega {\displaystyle \sigma } (sigma), ela está presente em várias relações, incluindo a função zeta de Riemann e a série de Eisenstein de uma forma modular. Essas funções foram bastante estudadas por Srinivasa Ramanujan, matemático indiano responsável por um grande número de congruências e identidades a elas referentes.

## Definição
Uma função divisor é definida como uma regra que associa a uma variável natural n a soma das k-ésimas potências (complexas) dos divisores d (naturais) de n. Dessa forma, pode-se expressar:
{\displaystyle \sigma _{k}(n)=\sum _{d|n}d^{k}\,\!.}
As notações {\displaystyle d}(n), {\displaystyle \nu }(n) e {\displaystyle \tau }(n) também são utilizadas para denotar {\displaystyle \sigma _{0}}(n), particularmente denominada de função número-de-divisores (sequência A000005 na OEIS), indicando a quantidade de divisores inteiros positivos de n. Dessa maneira, o expoente k dos divisores de n na expressão acima é igual a zero e assim tem-se
{\displaystyle \sigma _{0}(n)=\sum _{d|n}d^{0}=\sum _{d|n}1=\tau (n)\ }.
Quando o expoente k é igual a 1, a função é chamada função soma-dos-divisores e o índice "1" é geralmente omitido. Como o próprio nome informa, {\displaystyle \sigma }(n) associa ao inteiro n a soma de seus divisores naturais, de forma que
{\displaystyle \sigma _{1}(n)=\sigma (n)=\sum _{d|n}d\ }.
Define-se ainda uma função - denotada por {\displaystyle s}(n) - que associa ao natural n a soma de seus divisores próprios, o que exclui o próprio n. Subsequentemente pode-se escrever
{\displaystyle s(n)=\sigma (n)-n}.
Apesar da maneira aparentemente simples de definir a função, o cálculo do seu valor pode ser uma tarefa muito trabalhosa, conforme seja grande o valor de n (posto que se faz necessário conhecer seus divisores) ou na hipótese de serem usados expoentes complexos.

### Exemplos
- {\displaystyle \sigma _{0}}(30) fornece o número de divisores inteiros positivos de 30:

{\displaystyle {\begin{aligned}\sigma _{0}(30)&=1^{0}+2^{0}+3^{0}+5^{0}+6^{0}+10^{0}+15^{0}+30^{0}\\&=1+1+1+1+1+1+1+1=8\end{aligned}}}
- {\displaystyle \sigma }(30) é a soma dos divisores de 30:

{\displaystyle {\begin{aligned}\sigma _{1}(30)&=1^{1}+2^{1}+3^{1}+5^{1}+6^{1}+10^{1}+15^{1}+30^{1}\\&=1+2+3+5+6+10+15+30=72\end{aligned}}}
- {\displaystyle \sigma _{-1}}(30) é a soma dos inversos dos divisores de 30:

{\displaystyle {\begin{aligned}\sigma _{-1}(30)&=1^{-1}+2^{-1}+3^{-1}+5^{-1}+6^{-1}+10^{-1}+15^{-1}+30^{-1}\\&=1+{\frac {1}{2}}+{\frac {1}{3}}+{\frac {1}{5}}+{\frac {1}{6}}+{\frac {1}{10}}+{\frac {1}{15}}+{\frac {1}{30}}={\frac {12}{5}}\end{aligned}}}

## Propriedades
Da definição pode-se constatar facilmente que:
{\displaystyle \sigma (n)=1\Leftrightarrow n=1}, pois 1 é o único divisor natural de 1, e;
{\displaystyle \sigma (n)\geq 1+n\Leftrightarrow n\geq 1}, pois existem pelo menos dois divisores de n, a saber, 1 e o próprio n.
Além disso, na desigualdade acima verifica-se também facilmente que:
- se n é um número primo então existem apenas dois divisores inteiros positivos: 1 e n. Portanto

{\displaystyle \sigma (n)=1+n} para todo n primo;
- se n é um número composto então existem inteiros a e b, relativamente primos (isto é, mdc(a,b) = 1), tais que n = ab, de forma que pelo menos 1, a, b e a b são divisores positivos de n. Logo

{\displaystyle \sigma (n)>1+n} para todo n composto.
Para determinar precisamente o valor de {\displaystyle \sigma }(n) para n composto, faz-se necessário representar n por sua decomposição primária (em fatores primos), o que é visto a partir de agora.

### Potências de primos
Suponha que n = pa com p primo e a > 1 expoente natural. Então todos os divisores positivos de n estão evidentemente no conjunto {1, p, ...,pa}, formado por 1 e pelos múltiplos de p com expoentes inteiros menores do que ou igual a a. Dessa maneira, tem-se
{\displaystyle {\begin{aligned}\sigma (p^{a})=\sum _{i=0}^{a}p^{i}=1+p+...+p^{a}\ ={\frac {p^{a+1}-1}{p-1}}\end{aligned}}}
Tomando arbitrariamente um índice k não nulo, para o mesmo natural n = pa (p primo e expoente natural a > 1), segue-se o raciocínio anterior. Assim, geralizando o cálculo de {\displaystyle \sigma _{k}}(n) com k ≠ 0, tem-se
{\displaystyle {\begin{aligned}\sigma _{k}(p^{a})=\sum _{i=0}^{a}p^{ik}=1+p^{k}+...+p^{ak}\ ={\frac {p^{(a+1)k}-1}{p^{k}-1}}\end{aligned}}}
Como visto acima, se n = pa então n possui a + 1 divisores positivos distintos (1, p, ..., pa). Este é exatamente o valor obtido ao se fazer k = 0 na função {\displaystyle \sigma _{k}}:
{\displaystyle \tau (n)=\sigma _{0}(p^{a})=\sum _{i=0}^{a}p^{0}=\sum _{i=0}^{a}1=a+1}

#### Exemplos
- {\displaystyle \sigma (3)=\sigma (3^{1})={\frac {3^{2}-1}{3-1}}={\frac {8}{2}}=4}

- {\displaystyle \sigma _{2}(625)=\sigma _{2}(5^{4})={\frac {5^{10}-1}{5^{2}-1}}={\frac {9765624}{24}}=406901}

- {\displaystyle \sigma _{-1}(1024)=\sigma _{-1}(2^{10})={\frac {2^{-11}-1}{2^{-1}-1}}={\frac {2^{11}-1}{2^{10}}}={\frac {2047}{1024}}}

### Funções multiplicativas
A função {\displaystyle \sigma _{k}} é uma função multiplicativa, pois se m e n são primos relativos, isto é, se mdc(m,n) = 1, então {\displaystyle \sigma _{k}}(mn) = {\displaystyle \sigma _{k}}(m) {\displaystyle \sigma _{k}}(n). Uma função para a qual este produto vale para quaisquer naturais m e n (não apenas primos relativos) é chamada de completamente multiplicativa, o que não é o caso de {\displaystyle \sigma }. Para compreender isto, tomem-se por exemplo primos distintos p e q. Logo os divisores do produto p q são: 1, p, q e pq, de forma que
{\displaystyle \sigma (pq)=1+p+q+pq=(1+p)\cdot (1+q)=\sigma (p)\cdot \sigma (q)}.
Considere-se agora que q=q1q2 é um número composto relativamente primo com p, com q1 e q2 também primos relativos. Segue daí que
{\displaystyle \sigma (pq)=\sigma (p)\cdot \sigma (q)=\sigma (p)\cdot \sigma (q_{1})\cdot \sigma (q_{2})}.
O raciocínio aqui descrito sustenta fundamenta o teorema de generalização dado a seguir, cuja demonstração pode ser feita por indução matemática (ou indução finita).

### Generalização
Sejam os primos p1, p2, ..., pm e os expoentes a1, a2, ...am tais que n = p1a1 p2a2 ... pmam (tal decomposição primária tem existência e unicidade garantidas pelo teorema fundamental da aritmética). Nessas condições, aplicando a cada potência de primo fator de n a expressão anteriormente obtida, e considerando que {\displaystyle \sigma } é uma função multiplicativa, pode-se escrever
{\displaystyle {\begin{aligned}\sigma _{k}(n)&=\sigma _{k}\left(\prod _{j=1}^{m}p_{j}^{a_{j}}\right)\ =\prod _{j=1}^{m}\sigma _{k}(p_{j}^{a_{j}})\end{aligned}}}, se k ≠ 0, e
{\displaystyle {\begin{aligned}\sigma _{0}(n)&=\sigma _{0}\left(\prod _{j=1}^{m}p_{j}^{a_{j}}\right)\ =\prod _{j=1}^{m}\sigma _{0}(p_{j}^{a_{j}})\ =\prod _{j=1}^{m}(1+a_{j})\end{aligned}}}, se k = 0.

#### Exemplos
- {\displaystyle \sigma (6)=\sigma (2)\sigma (3)={\frac {2^{2}-1}{2-1}}\cdot {\frac {3^{2}-1}{3-1}}=3\cdot {\frac {8}{2}}=12}

- {\displaystyle \sigma (12)=\sigma (2^{2})\sigma (3)={\frac {2^{3}-1}{2-1}}\cdot {\frac {3^{2}-1}{3-1}}=7\cdot {\frac {8}{2}}=28}

- {\displaystyle \sigma (28)=\sigma (2^{2})\sigma (7)={\frac {2^{3}-1}{2-1}}\cdot {\frac {7^{2}-1}{7-1}}=7\cdot {\frac {48}{6}}=56}

Utilizando as expressões desenvolvidas anteriormente, e tomando-se a função {\displaystyle \omega } que para cada inteiro n = p1a1 p2a2 ... pmam não nulo associa a quantidade m de fatores primos distintos de n (logo ω(n) = m), obtém-se a seguinte expressão para {\displaystyle \sigma _{k}} com k ≠ 0:
{\displaystyle \sigma _{k}(n)=\prod _{j=1}^{\omega (n)}{\frac {p_{j}^{(a_{j}+1)k}-1}{p_{j}^{k}-1}}=\prod _{j=1}^{\omega (n)}p_{j}^{a_{j}k}\left(1+{\frac {1-p_{j}^{-a_{j}k}}{p_{j}^{k}-1}}\right)}

## Números perfeitos
Um conceito pertinente aos números naturais, estudado desde a Grécia Antiga, é o de abundância. O uso da função {\displaystyle \sigma } permite definir abreviadamente o seu significado, de forma que um natural n é chamado:
- abundante, se {\displaystyle \sigma }(n) > 2n

- perfeito, se {\displaystyle \sigma }(n) = 2n

- deficiente, se {\displaystyle \sigma }(n) < 2n

### Exemplos
- 12 é abundante, pois

{\displaystyle \sigma (12)=\sigma (2^{2})\sigma (3)=7\cdot 4=28.}
- 6 é perfeito, visto que

{\displaystyle \sigma (6)=\sigma (2)\sigma (3)=3\cdot 4=12.}
- 8 é deficiente, porque

{\displaystyle \sigma (8)=\sigma (2^{3})=15.}
Todo número perfeito conhecido é par e possui relação estreita com algum primo de Mersenne. O mais antigo problema em aberto em toda a Matemática, que remonta aos gregos clássicos, consiste em provar a existência ou não de números perfeitos ímpares. Também não se sabe ainda se a quantidade de números perfeitos pares é finita ou não.
Outra forma de verificar a abundância de um número natural é pelo uso de {\displaystyle \sigma _{-1}}. Afinal, conforme a definição da função divisor com índice -1, para todo natural n tem-se
{\displaystyle \sigma _{-1}(n)=\sum _{d|n}d^{-1}=\sum _{d|n}{\frac {1}{d}}={\frac {\sum _{d|n}d}{n}}={\frac {\sigma (n)}{n}}}
Consequentemente, pode-se afirmar que
- n é abundante se {\displaystyle \sigma _{-1}}(n) > 2

- n é  perfeito se {\displaystyle \sigma _{-1}}(n) = 2

- n é deficiente se {\displaystyle \sigma _{-1}}(n) < 2

## Custo aritmético
Interessa àqueles que de fato aplicam as funções em cálculos estimar o esforço necessário para computar os seus valores, o que é medido pelo número de operações efetuadas. Nesse sentido, da fórmula de {\displaystyle \sigma (n)} decorre que
{\displaystyle n\prod _{j=1}^{k}\left(1+{\frac {1}{p_{j}}}\right)\leq \sigma (n)<n\prod _{j=1}^{k}{\frac {p_{j}}{p_{j}-1}}}
Daí, utilizando a expressão de {\displaystyle \varphi } (função totiente de Euler), tem-se
{\displaystyle \prod _{j=1}^{k}\left(1-{\frac {1}{p_{j}^{2}}}\right)=\prod _{j=1}^{k}\left(1+{\frac {1}{p_{j}}}\right)\left(1-{\frac {1}{p_{j}}}\right)\leq {\frac {\varphi (n)\sigma (n)}{n^{2}}}<1}
Além disso, uma vez que
{\displaystyle \prod _{p\,primo}{\frac {1}{1-{\frac {1}{p^{2}}}}}=\prod \left(1+{\frac {1}{p^{2}}}+{\frac {1}{p^{4}}}+...\right)=\sum _{k=1}^{infty}{\frac {1}{k^{2}}}={\frac {\pi ^{2}}{6}}},
e também como
{\displaystyle 0<{\underline {\lim }}_{n\to \infty }\,{\frac {\varphi (n)\,log\,log\,n}{n}}<+\infty }    (vide função totiente de Euler),
subsequentemente é certo que
{\displaystyle 0<{\overline {\lim _{n\to \infty }}}\,{\frac {\sigma (n)}{n\,log\,log\,n}}<+\infty }.

## Relação com outras funções
Considerando a função {\displaystyle \varphi } (função totiente de Euler) e a função {\displaystyle \zeta } (função zeta de Riemann), pode-se provar as relaçoes seguintes, em que constam a função divisor, desde que o complexo s seja tal que |s| > 1:
- Na série de Dirichlet dada por

{\displaystyle \sum _{n=1}^{\infty }{\frac {\sigma _{a}(n)}{n^{s}}}=\zeta (s)\zeta (s-a)},
em que {\displaystyle \sigma }(n) é tal que
{\displaystyle \sum _{n=1}^{\infty }{\frac {\sigma _{0}(n)}{n^{s}}}=\zeta ^{2}(s)}.
- Na série de Dirichlet definida como

{\displaystyle \sum _{n=1}^{\infty }{\frac {\sigma _{a}(n)\sigma _{b}(n)}{n^{s}}}={\frac {\zeta (s)\zeta (s-a)\zeta (s-b)\zeta (s-a-b)}{\zeta (2s-a-b)}}}.
- Na série de Lambert para um número complexo arbitrário q, tal que |q| ≤ 1 e um número inteiro arbitrário  a

{\displaystyle \sum _{n=1}^{\infty }q^{n}\sigma _{a}(n)=\sum _{n=1}^{\infty }{\frac {n^{a}q^{n}}{1-q^{n}}}}.
Esta soma aparece também na série de Fourier da série de Eisenstein e como invariantes das funções elípticas de Weierstrass.